# Mahidasht (Iran)
Mahidasht est un village d'Iran situé dans la province de Kerman, vers la frontière du Farsistan. En 1875, le Grand dictionnaire universel du XIXe siècle décrivait l'endroit de « belle plaine ». À cette époque, l'économie locale reposait sur la culture du tabac, qualifié alors d'excellent, ainsi que sur l'exploitation de distilleries d'eau de rose.